# Giulio Renato de Litta Visconti Arese
Giulio Renato de Litta Visconti Arese (en russe : Джу́лио Рена́то Ли́тта-Виско́нти-Аре́зе), connu aussi en Russie sous le nom de Jules Pompeievitch Litta (italien : Giulio Renato de Litta Visconti Arese), né à Milan le 12 avril 1763, et mort à Saint-Pétersbourg le 24 janvier 1839 (5 février dans le calendrier grégorien), est un chevalier hospitalier de l'ordre de Saint-Jean de Jérusalem. Il est à l'un de ceux, comme ambassadeur de l'Ordre auprès du tsar, de ce qui est à l'origine du transfert en Russie des derniers membres restants de l'Ordre.

## Biographie

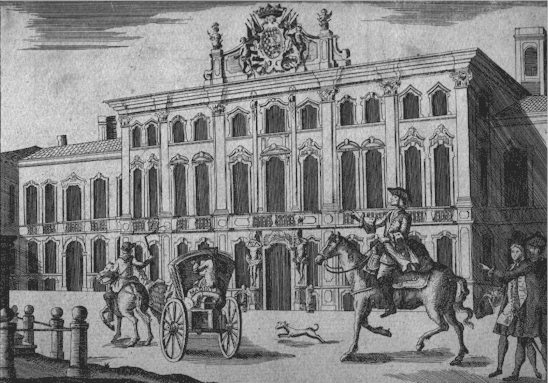
Palais Litta à Milan, où est né Giulio Renato en 1763

Né à Milan en 1763, descendant d'une des familles patriciennes les plus célèbres de la noblesse milanaise, tant du côté de sa mère que de son père, il était un descendant des Visconti. Il était en effet le fils de Antonio Litta Visconti Arese et de son épouse, Barbara di Barbiano di Belgiojoso.
Il est le frère du cardinal Lorenzo Litta et du duc Antonio Litta Visconti Arese, grand-chambellan de Napoléon.
Il fait ses études au collège des Jésuites où le jeune homme démontre immédiatement d'étonnantes capacités dans les sciences humaines : littérature, histoire, philosophie.

### Ordre de Saint-Jean de Jérusalem
À l'âge de 17 ans, il rejoint à Malte l'ordre de Saint-Jean de Jérusalem pour faire ses caravanes. Il s'avère rapidement un bon marin et il finit ses caravanes comme chevalier et commandant d'une galère de l'Ordre : « La Magistrat ».
En 1787, le grand maître  Emmanuel de Rohan-Polduc décida d'envoyant Litta en Italie pour inspecter les possessions de l'Ordre qui appartenaient au prieuré de Lombardie. Outre financière, cette mission avait également un arrière-plan diplomatique : la Russie et l'Ordre se rapprochaient sur la base d'une lutte commune contre les ottomans, qui était entravée par les alliés de l'époque de la Sublime Porte, les Français. Comme Rohan ne voyait aucun avantage à une querelle avec la France, toutes les négociations se déroulèrent sur le territoire italien considéré comme neutre.
Lorsque la tsarine Catherine II de Russie demanda à l'Ordre de lui recommander « une personne connaissant les affaires maritimes », capable de réorganiser la flotte russe en prévision d'une guerre avec la Suède. En échange, la souveraine russe faisait en faveur de l'Ordre, des dons importants. Le choix s'est naturellement porté sur le jeune Litta qui en janvier 1788 était déjà à Saint-Pétersbourg. Comme son avocat à Malte, le capitaine Psaro, le rapporta dans une lettre à Catherine II, Litta « saisit avec zèle cette occasion de se distinguer ».
Litta avait hâte de justifier la confiance qu'on lui accordait. Litta passait ses journées à enseigner aux marins et aux officiers, à superviser les réparations, à assurer les approvisionnements des navires et à résoudre les problèmes d'organisation. La flotte baltique s'apprêtait à quitter Kronstadt et, après avoir contourné l'Europe occidentale, à entrer en mer Méditerranée afin de combattre les Turcs. Mais la campagne fut annulée et la flotte baltique dut combattre un autre ennemi : les Suédois. Litta devint de facto commandant adjoint de la flotte de galères du prince de Nassau-Siegen et devint célèbre avec lui pour la victoire de la première bataille de Rochensalm du 13 au 24 août 1789, pour laquelle il reçut l'ordre de Saint-Georges (3ème degré). Cependant, la première bataille de Rochensalm fut suivie d'une seconde en 1790, et ici la chance était du côté des Suédois. La guerre, que la Russie avait presque gagnée, a dû se terminer par un statu quo, et la réputation militaire de Litta et de Nassau-Siegen a été ternie. Lorsqu'ils ont démissionné, Catherine ne les a pas retenus.
En 1792, Litta retourna en Italie et vécut quelque temps à Rome avec son frère Lorenzo, qui était alors devenu l'un des proches collaborateurs du pape Pie VI.
En 1795, Emmanuel de Rohan-Polduc grand maître de l'ordre de Saint-Jean de Jérusalem le renvoie en Russie pour négocier la restitution des biens de l'Ordre passés sous la domination russe après la dernière division de la Pologne. La tsarine Catherine était opposée au retour des propriétés de l'Ordre, mais sa mort subite, le 6 novembre 1796, retourna la situation. Le nouveau tsar, Paul Ier, était non seulement un ami proche de Litta, il avait séjourné à Milan lors de son voyage de 1782, mais aussi un ardent défenseur de l'Ordre. Grâce à l'influence du Tsar, l'Ordre parvient à obtenir la rétrocession de ses biens du prieuré d'Ostrog avec des revenus jusqu'à 300 000 zlotys mais obtient en plus la création du grand prieuré de Russie. Litta obtint aussi, en faisant venir de Malte, une majorité de chevaliers de Malte, abandonnés par Ferdinand von Hompesch zu Bolheim et expulsés par Bonaparte, en organisant son élection au titre de grand maître de l'Ordre.

### En Russie
Il est devenu chambellan dans la table des rangs, premier chef du régiment des chevaliers-gardes, vitse-admiral de la marine impériale russe. Haut fonctionnaire de la marine impériale russe de 1826 à 1839.

### Vie familiale

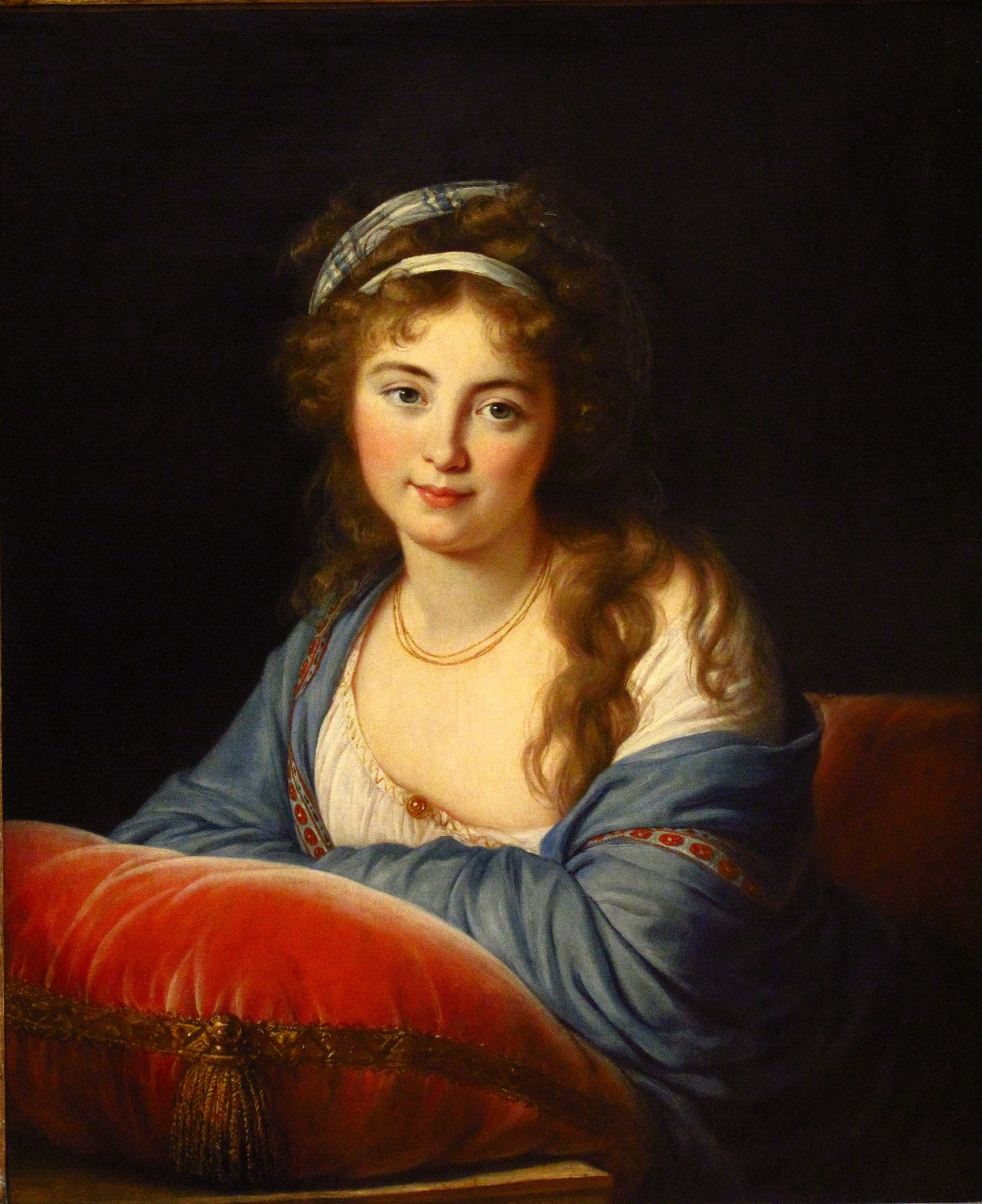
Portrait de Yekaterina von Engelhardt en 1796, par Élisabeth Vigée Le Brun, Musée du Louvre

De plus, il était probablement attiré vers la Russie par les sentiments qu'il avait pour Yekaterina von Engelhardt la veuve en 1791 de Paul Martynovitch Skavronsky, ministre plénipotentiaire russe auprès du royaume de Naples. À la demande personnelle de Paul 1er, le pape Pie VI leva le vœu de célibat que Litta avait prononcé en entrant dans l'Ordre. Il épouse, en 1798, Yekaterina. Entre autres choses, Ekaterina possédait une énorme fortune. Litta s'est avéré être un excellent propriétaire et a habilement géré les vastes domaines de sa femme. Il prenait soin de ses 500 serfs et, dans les années difficiles, approvisionnait gratuitement les paysans en céréales.
Litta n'avait pas d'héritiers légaux. Quant aux enfants illégitimes, il a eu une fille et un fils d'une Française. Le fils sous le pseudonyme d'Attil (Litta, à l'envers), fit une carrière théâtrale. De plus, Litta a eu une liaison avec sa belle-fille, la fille d'E.V. Skavronskaya, la comtesse von Palen. Il a une similitude entre sa fille Yulia et Litta.
Franc-maçon, il fut de la loge « Saint-Jean d’Écosse du Secret et de l'Harmonie », fondée à Malte en 1764.